# Limited Editions 1990-94
Limited Editions 1990-94 – pierwszy album kompilacyjny niemieckiego muzyka Aleca Empire, wydany w 1994 roku przez wytwórnię Mille Plateaux. Większość utworów to kompozycje stworzone dla wytwórni, ale nigdy wcześniej niewydane. W 2000 roku album został ponownie wydany przez Geist Records.

## Lista utworów
1. "SuEcide" – 6:34
2. "Sweet" – 6:09
3. "The Sun Hurts My Eyes" – 12:06
4. "The Backside of My Brain" – 7:58
5. "Dark Woman" – 5:22
6. "Silver Box" – 3:23
7. "Chinese Takeaway" – 5:01
8. "Civilization Virus" (Original Motion Picture Soundtrack) – 13:30
9. "When Love Disappears" – 8:19
10. "Limited 05" – 3:32